# Yeşilli
Yeşilli (arabisch/kurdisch Rişmil) ist eine Stadtgemeinde (Belediye) im gleichnamigen Ilçe (Landkreis) der Provinz Mardin in der türkischen Region Südostanatolien und zugleich ein Stadtbezirk der 2012 gebildeten Büyükşehir belediyesi Mardin (Großstadtgemeinde/Metropolprovinz). Seit der Gebietsreform ab 2013 ist die Gemeinde flächen- und einwohnermäßig identisch mit dem Landkreis.
Der Landkreis liegt zentral in der Provinz und ist gebirgig und kaum bewaldet. Der Kreis ist „eingeklemmt “zwischen Savur im Norden, Ömerli im Osten und Artuklu im Westen und Süden. Es ist der kleinste Kreis/Stadtbezirk der Provinz. Yeşilli wurde 1970 zur Stadtgemeinde (Belde/Belediye) erhoben, dies ist auch am Stadtlogo erkennbar.
Mit dem Gesetz Nr. 3644 wurde der Landkreis 1990 aus Teilen des zentralen Landkreises (acht Dörfer und die Belediye Kabala und Yeşilli) sowie zwei Dörfern aus dem Kreis Ömerli gebildet. Zur ersten Volkszählung (am 21. Oktober 1990) hatte er 22.385 Einw., davon 10.451 Einw. in der Kreisstadt und 5.963 Einw. in Kabala.
(Bis) Ende 2012 bestand der Landkreis aus der Kreisstadt (13.006 Einw.) sowie neun Dörfern (Köy) mit 3.538 Einw. Diese wurden im Zuge der Verwaltungsreform 2013/2014 (bis zu den Kommunalwahlen im März 2014) in Mahalle (Stadtviertel/Ortsteile) überführt wurden. Die fünf bestehenden Mahalle der Kreisstadt blieben erhalten. Durch die Herabstufung der Dörfer stieg die Anzahl der Mahalle auf 14. Ihnen steht ein Muhtar als oberster Beamter vor.
Ende 2020 lebten durchschnittlich 1.037 Menschen in jedem Mahalle, 3.729 Einw. im bevölkerungsreichsten (Gül Mah.).